# Ахмедов, Карим Садыкович
Карим Садыкович Ахмедов (узб. Karim Sodiqovich Ahmedov; 19 февраля 1914, Ташкент — 1996) — советский узбекский физикохимик. Академик Академии наук Узбекской ССР (1966). Депутат Совета Союза Верховного Совета СССР 11 созыва (1984-1989) от Ташкентской области.

## Биография
Родился 19 февраля 1914 года в Ташкенте.
В 1937 году окончил Среднеазиатский университет в Ташкенте. В 1937—1941 годах работал в Физико-химическом институте им. Л. Я. Карпова, в 1941—1943 — служил в рядах Красной Армии, в 1943—1972 годах — работал в Среднеазиатском университете. В 1962—1963 годах — зам. председателя Комитета по координации научно-исследовательских работ при Совете Министров УзССР. В 1958—1972 годах работал в Институте химии АН УзССР (с 1966 года — директор). С 1972 года — ректор Ташкентского политехнического института.
Основные области исследований — физикохимия полимеров и коллоидная химия. Изучил коллоидно-электрохимические свойства полидисперсных суспензий природных минеральных веществ. Установил связь между скоростью электрофоретического осаждения суспензий глин и критическим потенциалом их частиц. Осуществил комплексное исследование свойств природных минеральных сорбентов Узбекистана и предложил способы их улучшения.